# Collegium Maius Uniwersytetu Jagiellońskiego
Collegium Maius – najstarszy budynek Uniwersytetu Jagiellońskiego (dawnej Akademii Krakowskiej) znajdujący się w Krakowie, w dzielnicy I Stare Miasto przy ul. Jagiellońskej 15, na rogu z ul. św. Anny 8–10, na Starym Mieście.

## Historia
Początki Collegium Maius wiążą się z rokiem 1400, kiedy nastąpiła odnowa Akademii Krakowskiej. Wtedy od rodziny Pęcherzów z Rzeszotar król polski Władysław Jagiełło wykupił za 600 grzywien, pochodzących z zapisu królowej Jadwigi, narożną jednopiętrową kamienicę .
Budowla była powiększana w ciągu XV wieku poprzez wykup sąsiednich budynków. Ostatecznie budynki połączono po pożarze w 1492 roku oraz dobudowano do nich nowe piętra. Wewnętrzny dziedziniec otoczono wówczas arkadowymi krużgankami o późnogotyckich, kryształowych sklepieniach. W 1507 budowę dachów nadzorował z ramienia uniwersytetu Mikołaj z Koprzywnicy. Zbudowano wówczas szczyt nad aulą oraz położono dachówkę na poszyciu dachu. Nazwy Collegium Maius używano od połowy XV w.
W Collegium Maius na parterze mieściły się lektoria (sale wykładowe), a na piętrze Stuba Communis (izba wspólna), biblioteki i mieszkania profesorskie.
W niezmienionym stanie budowla przetrwała aż do przebudowy w stylu neogotyckim, mającej przystosować ją na potrzeby Biblioteki Jagiellońskiej. Prace w latach 1839–1858 prowadził Karol Kremer, a w latach 1864–1870 Herman Bergmann. Collegium Maius było siedzibą Biblioteki do roku 1940. Wkrótce potem rozpoczęto prace kierowane przez prof. Karola Estreichera, mające budynkowi przywrócić stan sprzed 1840. Collegium Maius zostało wówczas przeznaczone na siedzibę Muzeum Uniwersytetu Jagiellońskiego.

## Muzeum
Początki działalności muzealnej w Collegium Maius datowane są na XIX wiek. Władze uniwersytetu nie mogły jednak wówczas oficjalnie używać nazwy muzeum z powodu zakazu zaborczych władz austriackich. Kiedy po 1860 roku opiekę nad zbiorami objął profesor archeologii i sztuki Józef Łepkowski przyjęto poprawną politycznie nazwę Gabinet Sztuki i Archeologii. Gabinet ten mieścił się wówczas w Collegium Novum i był odwiedzany przez liczne wycieczki oraz gości zagranicznych. Jego zbiory zaczęły się powiększać dzięki licznym zapisom cennych zabytków jakie ofiarowywali instytucji donatorzy.
Decyzją senatu uniwersyteckiego w 1947 roku powołano Muzeum Uniwersytetu Jagiellońskiego z siedzibą w Collegium Maius. W jego zbiorach znajdują się głównie przedmioty związane z dziejami uniwersytetu. W tym m.in.
- Kolekcja przyrządów astronomicznych, także te, którymi posługiwał się Mikołaj Kopernik,
- Astrolabium arabskie z 1054,
- Globus Jagielloński, który jest jednym z najstarszych globusów, na którym umieszczono nazwę oraz lokalizację kontynentu amerykańskiego.

## Budynek
Collegium Maius jest budowlą wzniesioną z kamienia i cegły. Fasada przy ul. Jagiellońskiej ma gotyckie szczyty oraz wykusz. Na dziedziniec, pośrodku którego znajduje się studnia, prowadzi gotycki portal. Dziedziniec obiega ganek, wsparty na krużgankach, które posiadają kryształowe sklepienie. Na ganek pierwszego piętra prowadzą dwie pary schodów – większe noszą nazwę profesorskich. Od strony południowej, na pierwszym piętrze widoczne jest ozdobne, późnogotyckie wejście do Librarii – jest to tzw. Porta Aurea.
W pobliżu portalu, na ścianie znajduje się zegar, wygrywający o godz. 9:00, 11:00, 13:00, 15:00 i 17:00 utwór Jana z Lublina z XVI wieku oraz pieśń akademicką Gaudeamus igitur. Wtedy też z zegara wychodzą figury, przedstawiające sześć postaci: pedla UJ, królową Jadwigę, króla Władysława Jagiełłę, Jana z Kęt, Hugona Kołłątaja oraz Stanisława ze Skarbimierza. Zegar ten jest czwartym z kolei, został uruchomiony w 2000 roku.

## Filatelistyka
Poczta Polska wyemitowała 1 czerwca 1971 r. znaczek pocztowy przedstawiający Collegium Maius o nominale 60 gr, w serii Na szlaku Kopernika. Druk w technice offsetowej na papierze kredowym. Autorem projektu znaczka był Andrzej Heidrich. Znaczek pozostawał w obiegu do 31 grudnia 1994 r..

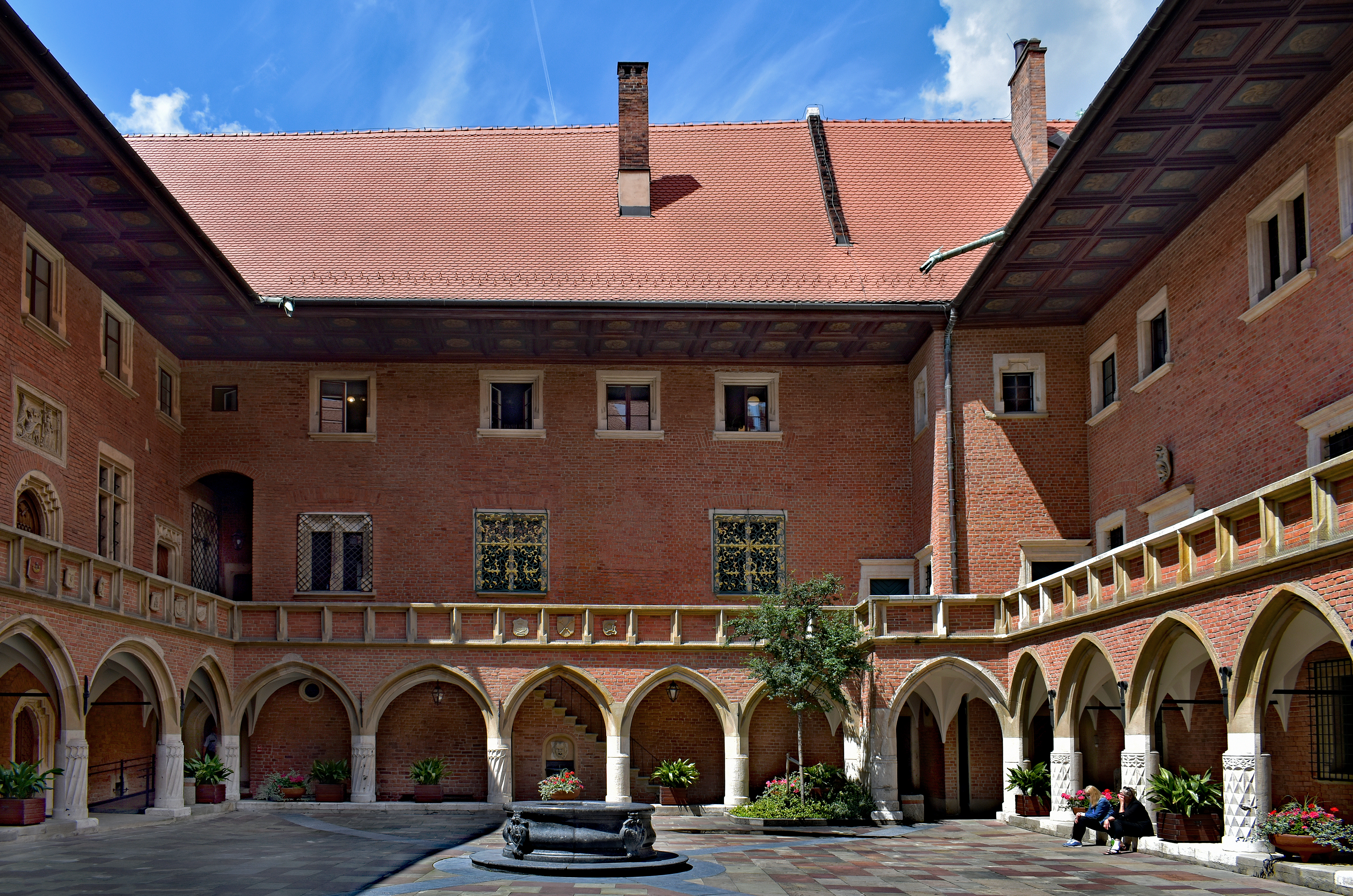
Dziedziniec Collegium Maius
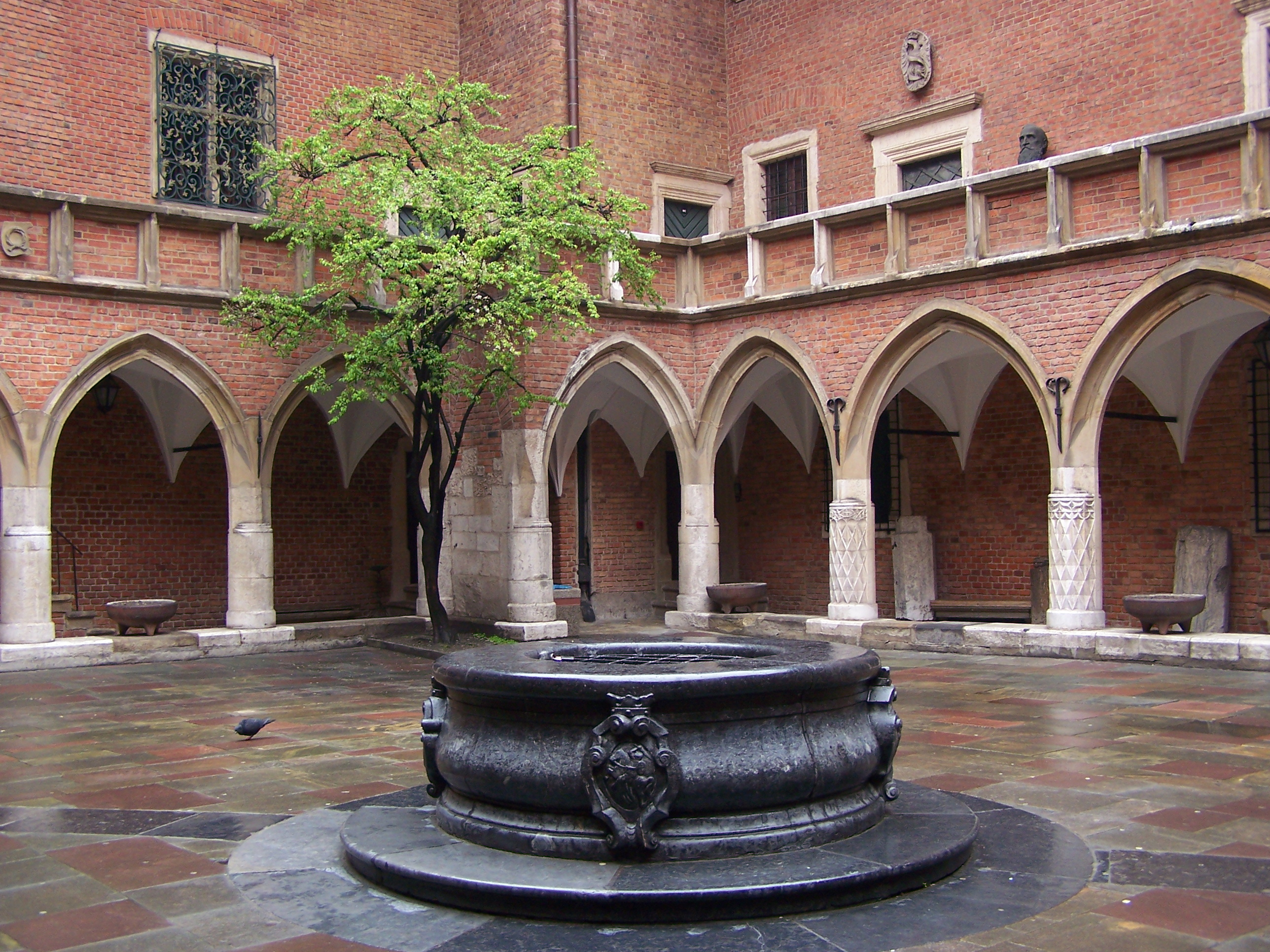
Dziedziniec ze studnią
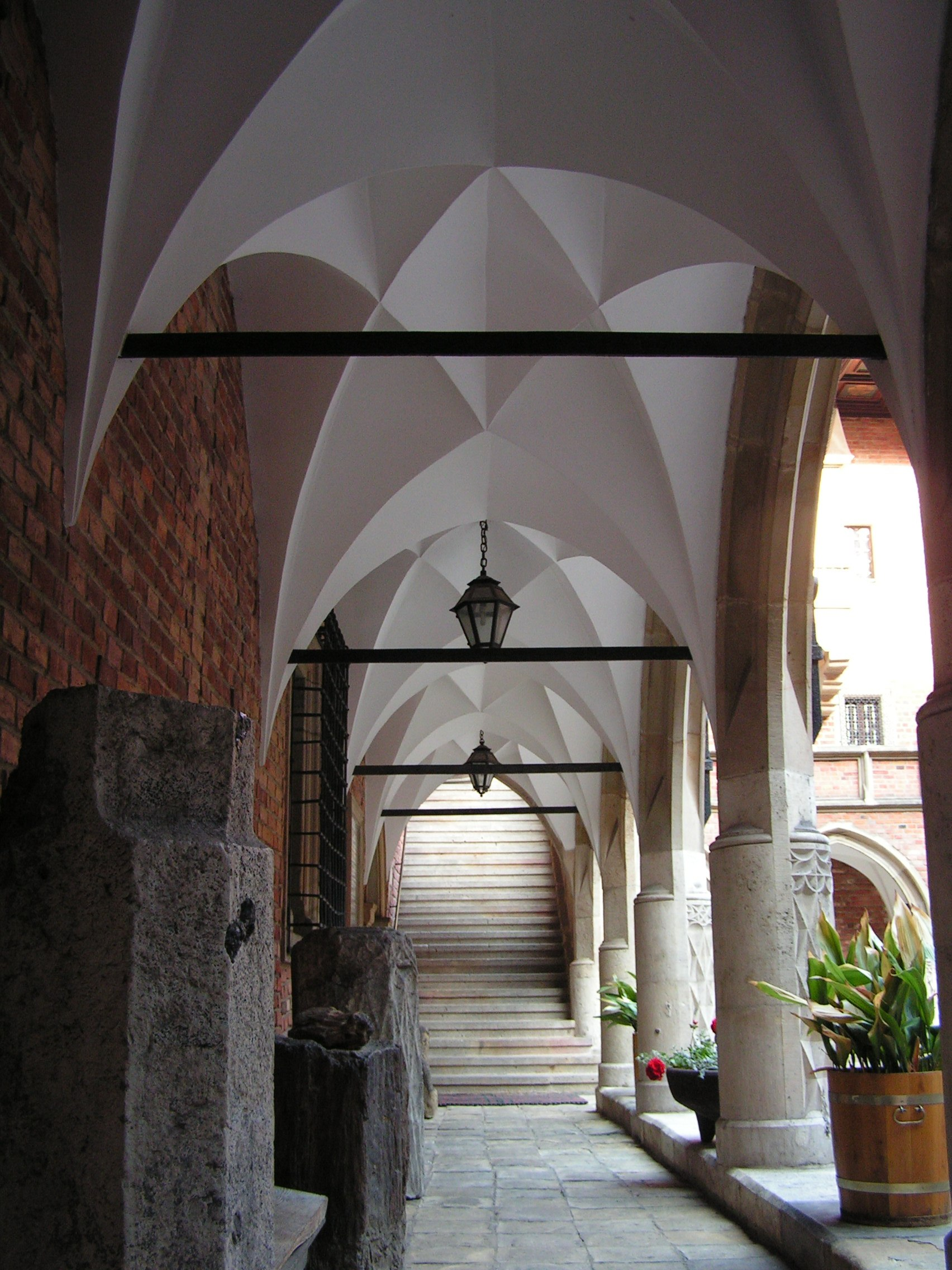
Krużganki ze sklepieniem kryształowym i widokiem na schody profesorskie
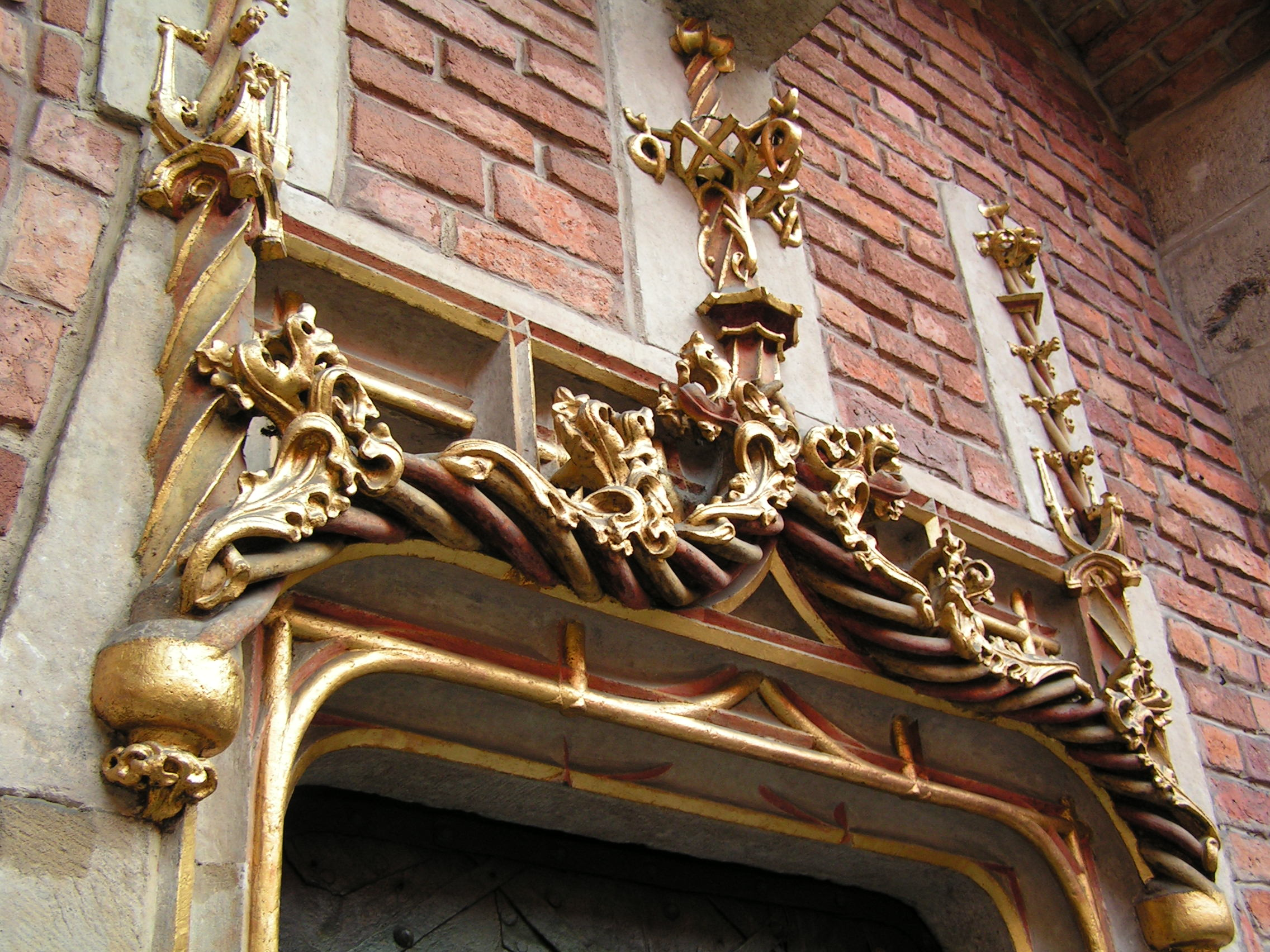
Porta Aurea (fragment)
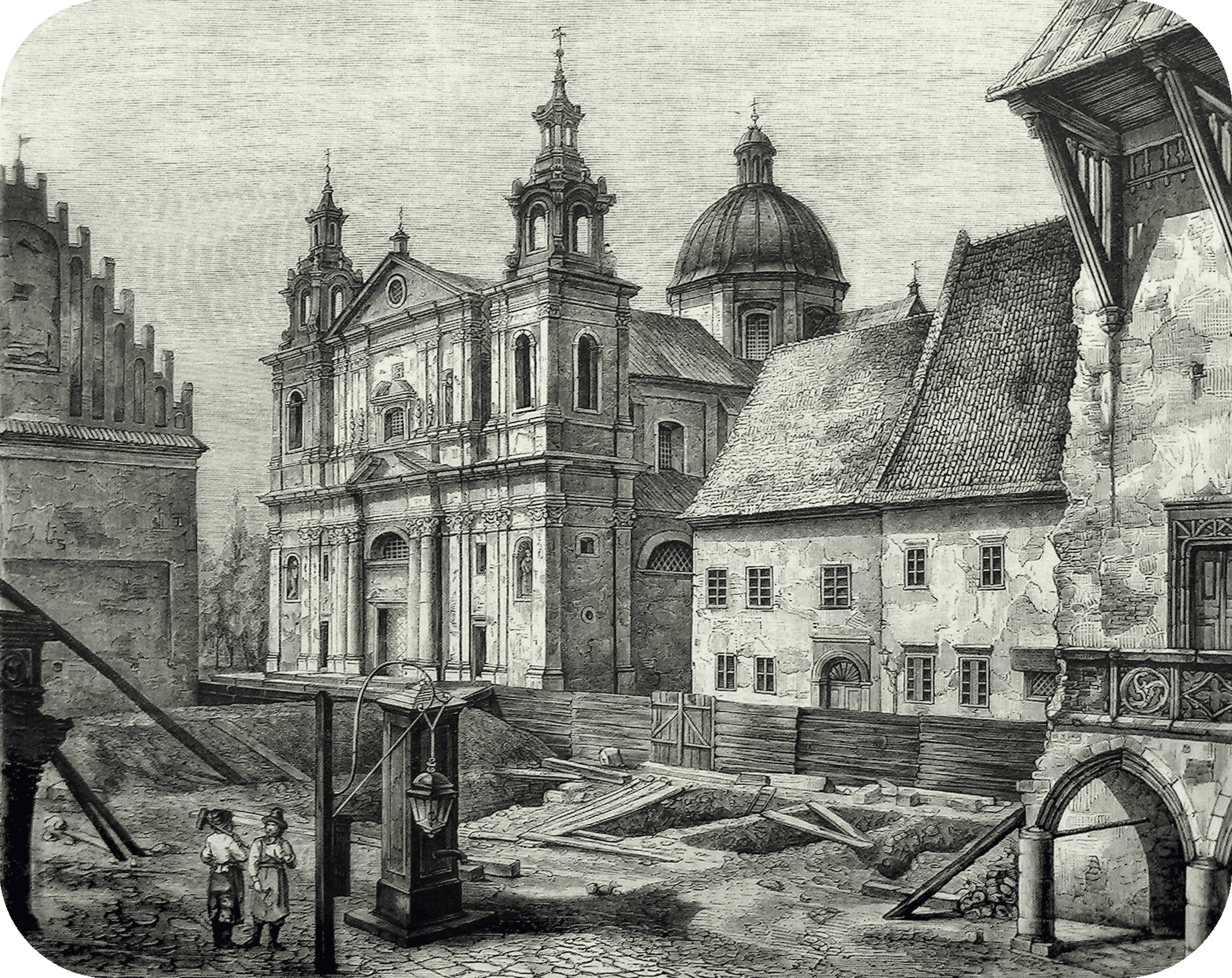
Kościół św. Anny widziany z dziedzińca Collegium Maius w trakcie jego dziewiętnastowiecznej przebudowy
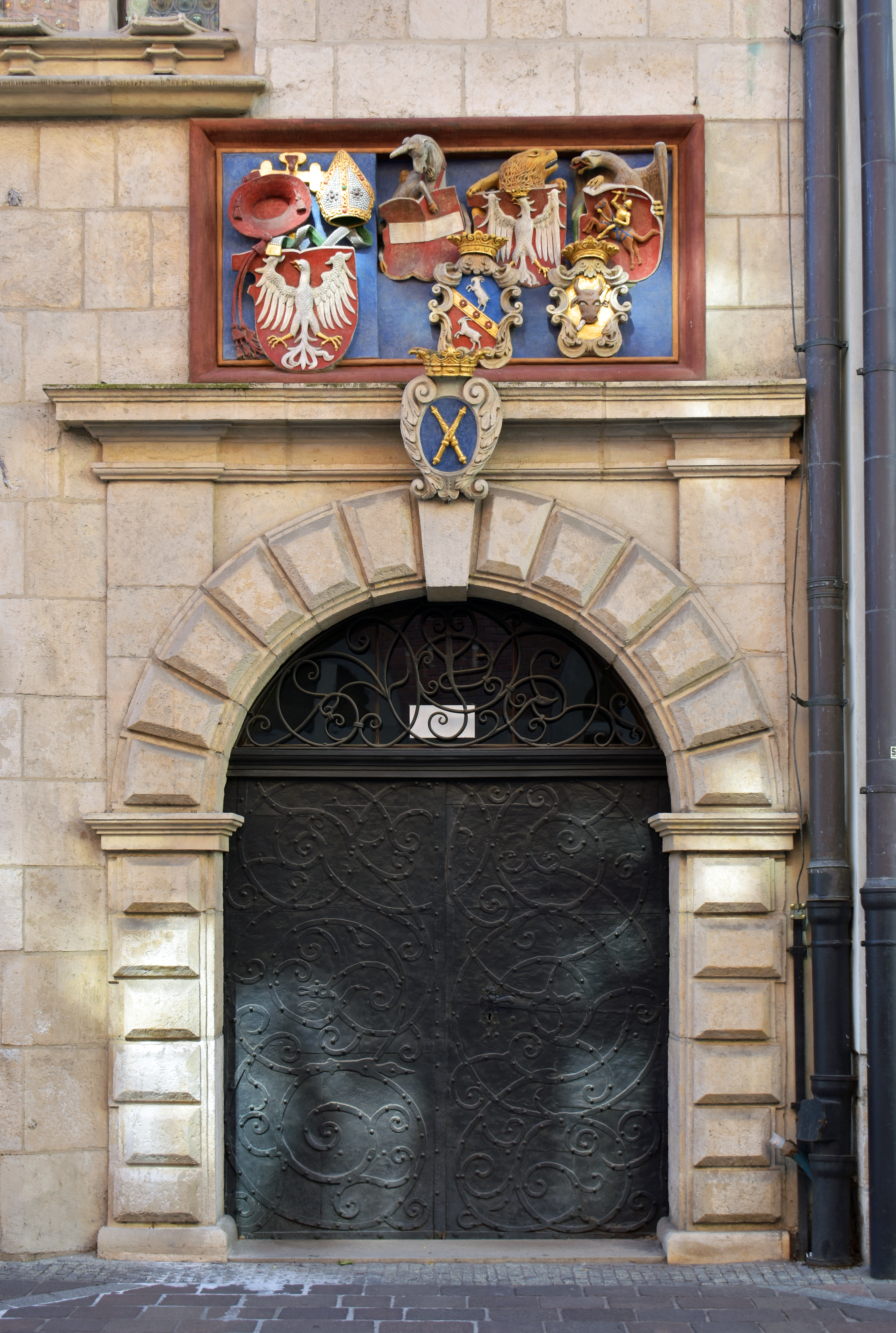
Portal od ul. św. Anny